# (32492) 2000 VJ15
2000 VJ15 (asteroide 32492) é um asteroide da cintura principal. Possui uma excentricidade de 0.22128050 e uma inclinação de 10.57197º.
Este asteroide foi descoberto no dia 1 de novembro de 2000 por LINEAR em Socorro.